# Kitamba
Kitamba är en kung i traditionerna hos Ugandafolken. Kitamba besöker i en berättelse underjorden efter att ha drabbats av en stor sorg efter sin hustru.